# Нижнегорский район
Нижнего́рский райо́н (укр. Нижньогірський район, крымскотат. Нижнегорский районы; до 1944 года — Сейтлерский район, крымскотат. Сейитлер районы, Seyitler rayonı) — административно-территориальная единица (район) и одноимённое муниципальное образование (муниципальный район) в Республике Крым Российской Федерации (согласно позиции России, фактически контролирующей Крым). Упразднённый район Автономной Республики Крым Украины (согласно позиции Украины).
Расположен в присивашской степи на востоке республики.
Административный центр — пгт Нижнегорский.

## История
Постановлением ВЦИК от 30 октября 1930 года О реорганизации сети районов Крымской АССР был образован Сейтлерский район с центром в посёлке Сейтлер, в состав которого включались:
- сельсоветы Феодосийского района: Новосельский без трёх селений, вошедших в Биюк-Онларский район, Сеткинский, Таймазский, Митрофановский, Дортенский, Сейтлерский, Бурнашский, Желябовский, Ново-Керлеутский, Бешкуртка-Вакуф, Саурчинский, Вешаранский, Ичкинский, Аликеченский, Емельяновский, Белокошский, Кольчуринский, Киянлынский, селения Эссен-Экинского сельсовета: Менгермен-Немецкий, Менгермен-Русский;
- сельсоветы Джанкойского района: Средне-Джанкойский, Мангитский, Николаевский, Акимовский, Ногайлы-Ахматский;
- Ново-Царицинский сельсовет Карасубазарского района[7]. На 1 октября 1931 года население района составило 29650 человек в 155 населённых пунктах (34 сельсовета)[8].

В декабре 1944 года после депортации крымских народов он был переименован в Нижнегорский район. 12 августа 1944 года было принято постановление № ГОКО-6372с «О переселении колхозников в районы Крыма» и в сентябре 1944 года в район приехало 320 семей новоселов из Тамбовской области, а в начале 1950-х годов последовала вторая волна переселенцев из различных областей Украины.
После присоединении Крыма к России в 2014 году «шефство» над районом взяла на себя Владимирская область.
17 июля 2020 года парламент Украины, не признающей присоединение Крыма к Российской Федерации, принял постановление о новой сети районов в стране, которым предполагается включить территорию Нижнегорского района в состав Белогорского района, однако данное изменение не вступало в силу до «возвращения Крыма под общую юрисдикцию Украины». 9 сентября 2023 года, несмотря на отсутствие контроля над полуостровом, вступили в силу поправки, которые ввели в действие данное постановление в отношении Крыма.

## Население
| 1939    | 1959    | 1970    | 1979    | 1989    | 2001    | 2009    | 2010    | 2011    |
| ------- | ------- | ------- | ------- | ------- | ------- | ------- | ------- | ------- |
| 24 984  | ↘24 367 | ↗47 746 | ↗52 138 | ↗54 018 | ↗55 863 | ↘51 471 | ↘51 233 | ↘50 935 |
| 2012    | 2013    | 2014    | 2015    | 2016    | 2017    | 2018    | 2019    | 2020    |
| ↘50 764 | ↘50 567 | ↘45 092 | ↗45 119 | ↘45 025 | ↘44 901 | ↘44 336 | ↘43 959 | ↗43 964 |
| 2021    |         |         |         |         |         |         |         |         |
| ↘43 239 |         |         |         |         |         |         |         |         |

По итогам переписи населения в Крымском федеральном округе по состоянию на 14 октября 2014 года численность постоянного населения района составила 45092 человека (100,0 % из которых — сельское)/
По состоянию на 1 января 2014 года численность населения района составила 51587 постоянных жителей и 50460 человек наличного населения, на 1 июля 2014 года — 51499 постоянных жителей (в том числе 9480 городских (18,4 %) и 42019 сельских) и 50372 человека наличного населения.

### Национальный состав
По данным переписей населения 2001 и 2014 годов:
| национальность  | 2001, всего, чел. | % от все- го | 2014 всего, чел. | % от все- го | % от указав- ших |
| --------------- | ----------------- | ------------ | ---------------- | ------------ | ---------------- |
| указали         |                   |              | 44153            | 97,92 %      | 100,00 %         |
| русские         | 28727             | 50,42 %      | 24998            | 55,44 %      | 56,62 %          |
| украинцы        | 16419             | 28,82 %      | 8626             | 19,13 %      | 19,54 %          |
| крымские татары | 9136              | 16,03 %      | 7656             | 16,98 %      | 17,34 %          |
| татары          | 190               | 0,33 %       | 1268             | 2,81 %       | 2,87 %           |
| белорусы        | 1009              | 1,77 %       | 588              | 1,30 %       | 1,33 %           |
| греки           | 271               | 0,48 %       | 136              | 0,30 %       | 0,31 %           |
| узбеки          | 140               | 0,25 %       | 118              | 0,26 %       | 0,27 %           |
| турки           |                   |              | 73               | 0,16 %       | 0,17 %           |
| азербайджанцы   | 95                | 0,17 %       | 70               | 0,16 %       | 0,16 %           |
| поляки          | 105               | 0,18 %       | 65               | 0,14 %       | 0,15 %           |
| армяне          |                   |              | 59               | 0,13 %       | 0,13 %           |
| чуваши          |                   |              | 56               | 0,12 %       | 0,13 %           |
| марийцы         |                   |              | 52               | 0,12 %       | 0,12 %           |
| другие          | 884               | 1,55 %       | 388              | 0,86 %       | 0,88 %           |
| не указали      |                   |              | 939              | 2,08 %       |                  |
| всего           | 56976             | 100,00 %     | 45092            | 100,00 %     |                  |

## Административно-муниципальное устройство
Нижнегорский район как муниципальное образование со статусом муниципального района в составе Республики Крым РФ с 2014 года включает 19 муниципальных образований со статусом сельских поселений:
1. Акимовское
2. Дрофинское
3. Емельяновское
4. Желябовское
5. Жемчужинское
6. Зоркинское
7. Ивановское
8. Изобильненское
9. Косточковское
10. Лиственское
11. Митрофановское
12. Михайловское
13. Нижнегорское
14. Новогригорьевское
15. Охотское
16. Пшеничненское
17. Садовое
18. Уваровское
19. Чкаловское

До 2014 года они составляли одноимённые местные советы: 1 поселковый совет и 18 сельских совета в рамках административного деления АР Крым в составе Украины (до 1991 года — Крымской области УССР в составе СССР).

### Населённые пункты
В состав Нижнегорского района входят 59 населённых пунктов, в том числе: 1 посёлок городского типа (Нижнегорский) и 58 сёл, при этом с 2014 года все посёлки городского типа (пгт) Республики Крым отнесены к сельским населённым пунктам:
| №  | Населённый пункт | Тип  | Историческое название              | Население (чел.) | Местный совет до 2014 года       | Муниципальное образование с 2014 года |
| -- | ---------------- | ---- | ---------------------------------- | ---------------- | -------------------------------- | ------------------------------------- |
| 1  | Нижнегорский     | пгт  | Сейтлер                            | ↘8178            | Нижнегорский поселковый совет    | Нижнегорское сельское поселение       |
| 2  | Зелёное          | село | Счастливцево                       | ↘941             | Нижнегорский поселковый совет    | Нижнегорское сельское поселение       |
| 3  | Линейное         | село | Чуча-Вакуф                         | ↘384             | Нижнегорский поселковый совет    | Нижнегорское сельское поселение       |
| 4  | Акимовка         | село | Семекиш                            | ↘1312            | Акимовский сельский совет        | Акимовское сельское поселение         |
| 5  | Двуречье         | село | Бий-Газы Русский                   | ↘446             | Акимовский сельский совет        | Акимовское сельское поселение         |
| 6  | Лужки            | село | Джага-Кыпчак                       | ↘228             | Акимовский сельский совет        | Акимовское сельское поселение         |
| 7  | Дрофино          | село | Месит                              | ↘779             | Дрофинский сельский совет        | Дрофинское сельское поселение         |
| 8  | Стрепетово       | село | Джалаир-Чоты                       | ↘491             | Дрофинский сельский совет        | Дрофинское сельское поселение         |
| 9  | Ястребки         | село | Джалаир                            | ↘254             | Дрофинский сельский совет        | Дрофинское сельское поселение         |
| 10 | Емельяновка      | село | Джайтамгалы (до сер.XIX в.)        | ↗1352            | Емельяновский сельский совет     | Емельяновское сельское поселение      |
| 11 | Желябовка        | село | Андреевка, Чая (до 2-й пол.XIX в.) | ↘2669            | Желябовский сельский совет       | Желябовское сельское поселение        |
| 12 | Ломоносово       | село |                                    | ↘575             | Желябовский сельский совет       | Желябовское сельское поселение        |
| 13 | Жемчужина        | село | Чоты                               | ↘971             | Жемчужинский сельский совет      | Жемчужинское сельское поселение       |
| 14 | Пены             | село | Молла-Эли                          | ↘390             | Жемчужинский сельский совет      | Жемчужинское сельское поселение       |
| 15 | Приречное        | село | Казан-Пир                          | ↘391             | Жемчужинский сельский совет      | Жемчужинское сельское поселение       |
| 16 | Зоркино          | село | Дулат                              | ↘1099            | Зоркинский сельский совет        | Зоркинское сельское поселение         |
| 17 | Межевое          | село | Чуча                               | ↘120             | Зоркинский сельский совет        | Зоркинское сельское поселение         |
| 18 | Нежинское        | село | Кул-Тамак                          | ↘87              | Зоркинский сельский совет        | Зоркинское сельское поселение         |
| 19 | Широкое          | село |                                    | ↘130             | Зоркинский сельский совет        | Зоркинское сельское поселение         |
| 20 | Ивановка         | село | Джага-Беш-Куртка                   | ↘400             | Ивановский сельский совет        | Ивановское сельское поселение         |
| 21 | Заречье          | село | Дёрте                              | ↘779             | Ивановский сельский совет        | Ивановское сельское поселение         |
| 22 | Тамбовка         | село | Беш-Куртка                         | ↘719             | Ивановский сельский совет        | Ивановское сельское поселение         |
| 23 | Тарасовка        | село | Сарона                             | ↘112             | Ивановский сельский совет        | Ивановское сельское поселение         |
| 24 | Изобильное       | село | Тамак                              | ↘919             | Изобильненский сельский совет    | Изобильненское сельское поселение     |
| 25 | Косточковка      | село | Эшкене                             | ↘892             | Косточковский сельский совет     | Косточковское сельское поселение      |
| 26 | Фрунзе           | село | Бюйтень                            | ↘620             | Косточковский сельский совет     | Косточковское сельское поселение      |
| 27 | Лиственное       | село |                                    | ↘549             | Лиственский сельский совет       | Лиственское сельское поселение        |
| 28 | Кирсановка       | село | Бий-Газы                           | ↘299             | Лиственский сельский совет       | Лиственское сельское поселение        |
| 29 | Цветущее         | село | Красный Корпе                      | ↘280             | Лиственский сельский совет       | Лиственское сельское поселение        |
| 30 | Митрофановка     | село | Соллар (до 1858 г.)                | ↘1226            | Митрофановский сельский совет    | Митрофановское сельское поселение     |
| 31 | Буревестник      | село | Сеткин                             | ↘311             | Митрофановский сельский совет    | Митрофановское сельское поселение     |
| 32 | Плодовое         | село | Челебилер                          | ↘551             | Митрофановский сельский совет    | Митрофановское сельское поселение     |
| 33 | Разливы          | село | Сеитлер-Вакуф                      | ↘556             | Митрофановский сельский совет    | Митрофановское сельское поселение     |
| 34 | Червоное         | село | Ногайлы-Ахмат                      | ↘396             | Митрофановский сельский совет    | Митрофановское сельское поселение     |
| 35 | Михайловка       | село | Карамин                            | ↘2241            | Михайловский сельский совет      | Михайловское сельское поселение       |
| 36 | Кунцево          | село |                                    | ↘365             | Михайловский сельский совет      | Михайловское сельское поселение       |
| 37 | Уютное           | село | Тотанай                            | ↘423             | Михайловский сельский совет      | Михайловское сельское поселение       |
| 38 | Новогригорьевка  | село |                                    | ↘1002            | Новогригорьевский сельский совет | Новогригорьевское сельское поселение  |
| 39 | Владиславовка    | село |                                    | ↘839             | Новогригорьевский сельский совет | Новогригорьевское сельское поселение  |
| 40 | Коренное         | село | Новый Чембай                       | ↘350             | Новогригорьевский сельский совет | Новогригорьевское сельское поселение  |
| 41 | Охотское         | село | Али-Кеч                            | ↘1328            | Охотский сельский совет          | Охотское сельское поселение           |
| 42 | Родники          | село | Ай-Кыш                             | ↘71              | Охотский сельский совет          | Охотское сельское поселение           |
| 43 | Пшеничное        | село | Октябрьдорф, Карангыт (до 1920-х)  | ↘868             | Пшеничненский сельский совет     | Пшеничненское сельское поселение      |
| 44 | Дворовое         | село | Тархан                             | ↘20              | Пшеничненский сельский совет     | Пшеничненское сельское поселение      |
| 45 | Любимовка        | село | Северный Джанкой                   | ↘284             | Пшеничненский сельский совет     | Пшеничненское сельское поселение      |
| 46 | Сливянка         | село | Бойс-Демех                         | ↘61              | Пшеничненский сельский совет     | Пшеничненское сельское поселение      |
| 47 | Садовое          | село | Ново-Царицыно                      | ↘2874            | Садовый сельский совет           | Садовое сельское поселение            |
| 48 | Кукурузное       | село | Таймаз                             | ↘66              | Садовый сельский совет           | Садовое сельское поселение            |
| 49 | Серово           | село | Эшкене                             | ↘113             | Садовый сельский совет           | Садовое сельское поселение            |
| 50 | Уваровка         | село | Бурнаш                             | ↘1136            | Уваровский сельский совет        | Уваровское сельское поселение         |
| 51 | Новоивановка     | село |                                    | ↘559             | Уваровский сельский совет        | Уваровское сельское поселение         |
| 52 | Семенное         | село | Беш-Аран                           | ↘717             | Уваровский сельский совет        | Уваровское сельское поселение         |
| 53 | Чкалово          | село |                                    | ↘1098            | Чкаловский сельский совет        | Чкаловское сельское поселение         |
| 54 | Великоселье      | село | Таганашмин, Тоганаш-Мин            | ↘346             | Чкаловский сельский совет        | Чкаловское сельское поселение         |
| 55 | Заливное         | село | Шейхлер                            | ↘72              | Чкаловский сельский совет        | Чкаловское сельское поселение         |
| 56 | Коврово          | село | Мангыт                             | ↘54              | Чкаловский сельский совет        | Чкаловское сельское поселение         |
| 57 | Луговое          | село | Макут                              | ↘102             | Чкаловский сельский совет        | Чкаловское сельское поселение         |
| 58 | Степановка       | село |                                    | ↘42              | Чкаловский сельский совет        | Чкаловское сельское поселение         |

## Известные уроженцы
В районе родились:
- Викторов, Василий Семёнович (1894—1989) — советский военный деятель, Генерал-лейтенант (1946 год).
- Рыженко, Фёдор Данилович (1913—1987) — советский историк и педагог (специальность — история КПСС); доктор наук, профессор, ректор МГИМО (10 января 1958 — 25 мая 1963).